# Ресурси і запаси срібла
Ресурси і запаси срібла (рос. ресурсы и запасы серебра, англ. silver resources and reserves; нім. Ressourcen f pl und Vorräte m pl an Silber –

## Загальна характеристика
За оцінками «Аэрогеологии» (РФ), виявлені ресурси срібла в надрах 65 країн світу оцінюються в 1400 тис. т. Майже 3/4 цієї кількості пов'язано з комплексними срібловмісними родовищами кольорових і благородних металів, і лише бл. 25 % припадає на власне срібні родовища. Загальні запаси срібла у світі на 2000 р. становили бл. 900 тис.т, у тому числі підтверджені — 598 тис. т. Гірничим бюро і Геологічною службою США світова база запасів срібла оцінюється в 420 тис. т, запаси — в 280 тис. т.
Світова мінерально-сировинна база сріблодобувної промисловості характеризується високою мірою концентрації. До числа основних країн, що мають в своєму розпорядженні підтверджені запаси срібла понад 15 тис.т, належать Польща, США, Канада, Мексика, Австралія, Казахстан, Таджикистан, Перу, Болівія, Чилі, Японія. У надрах цих країн зосереджено 69 % підтверджених запасів світу (без Росії).
Росія за запасами срібла входить в п'ятірку провідних країн. Загальні запаси срібла в Україні невеликі — 600 т, підтверджені — 160 т.
Основні запаси срібла укладені в родовищах шести геолого-промислових типів. До першого належать родовища срібних руд (власне срібні родовища), що містять 30 % світових підтверджених запасів срібла. П'ять інших типів об'єднують комплексні срібловмісні родовища (в дужках — частка в підтверджених запасах срібла): колчеданно-поліметалічні (39 %), міднопорфірові (19 %), золото-срібні (5 %), скарново-поліметалічні (4 %), стратиформні поліметалічні в карбонатних і теригенних породах (3 %).

## По країнах
У Польщі 67 % підтверджених запасів срібла зосереджено в рудах мідних родовищ Любін (15,4 тис. т), Рудна (15 тис. т), Полковіце-Серошовіце (13,7 тис.т) Легніце-Глогувського рудного району. Руди характеризуються високою якістю. Середній вміст срібла в них коливаються від 34 до 73 г/т. Із цих родовищ в Польщі добувається до 98 % срібла. Інші запаси пов'язані з свинцево-цинковими рудами з низькими вмістами срібла.
У США до 45 % загальних запасів і бл. 65 % річного видобутку срібла припадає на гідротермальні родовища срібних і золото-срібних руд. У родовищах срібних руд Кер, Галена в рудному вузлі Кер-д'Ален, Саншайн, Рочестер, Сілвер-Валлі підтверджені запаси срібла коливаються від 1000 до 2500 т при вмісті його в рудах 400—800 г/т. В родовищах золото-срібних руд Мак-Коу-Ков, Раунд-Маунтін, Кінросс-Деламар, Дентон-Рохайд підтверджені запаси срібла становлять 300—1400 т при його вмісті 40–400 г/т. В родовищах міднопорфірового типу Місьон, Бінгхем, Моренсі та ін. зосереджено до 28 % загальних запасів і добувається 22 % срібла країни. Ці родовища характеризуються великими підтвердженими запасами срібла (2,5–7 тис. т) при вмісті його в рудах, що вимірюється першими десятками грамів на тонну. Меншу роль у мінерально-сировинній базі срібла США відіграють поліметалічні свинцево-цинкові родовища Ред-Дог, Грінс-Крик, Монтана-Таннельс. Підтверджені запаси срібла в рудах цих родовищ становлять 1,5–10 тис. т при вмісті срібла 60–600 г/т. Забезпеченість країни загальними запасами срібла при сучасному рівні видобутку — 13 років.
У Канаді до 65 % підтверджених запасів срібла знаходиться в колчеданно-поліметалічних родовищах Брансуік-12, Кідд-Крик, Ескей-Крик, Салліван, Волверін і ряді інших, що забезпечують понад 60 % річного видобутку. Підтверджені запаси срібла в цих родовищах коливаються від 400 до 5500 т, як правило, перевищуючи 1 тис.т; середній вміст срібла в рудах становить 50–2500 г/т. В родовищах золота зосереджено до 30 % підтверджених запасів срібла, і з них добувається до 35 % цього металу. Запаси срібла в цих родовищах коливаються від 20 до 500 т, вміст срібла становить перші десятки грам на тонну. Забезпеченість країни загальними запасами — 47 років.
У Мексиці понад 50 % срібла добувається з поліметалічних родовищ Ла-Сієнега, Ла-Негра, Тісапа та ін., що містять до 35 % загальних запасів. Загальні запаси срібла в цих родовищах коливаються від 300 до 1000 т при вмісті його в рудах 120—300 г/т. Родовища срібних руд Пачука, Лас-Торрес, Фреснільо, Реаль-де-Анхелес, в яких зосереджено 60 % загальних запасів, дають до 44 % видобутку срібла в країні. Запаси срібла цих родовищ становлять 1,5–8 тис.т, вміст його в рудах — 300—600 г/т. За існуючого рівня видобутку забезпеченість країни загальними запасами становить 23 роки.
У Австралії основним джерелом срібла є великі колчеданно-поліметалічні родовища Маунт-Айза, Брокен-Гілл, Мак Артур-Рівер, Джорж Фішер, Кеннінгтон, Сенчері і ряд дрібніших. У них міститься до 81 % загальних запасів цього металу, а сумарний видобуток досягає 89 % річного видобутку Австралії. Родовища характеризуються великими (1,5–6 тис. т) запасами срібла, при вмісті його в рудах 50–300 г/т. Забезпеченість країни запасами срібла при сучасному рівні видобутку становить 26 років.
У Казахстані 39,5 % підтверджених запасів срібла зосереджено в поліметалічних родовищах Жайрем, Бестюбе, 23,9 % — в родовищах мідистих пісковиків Джезказгану, 5,6 % — в міднопорфірових родовищах і 2,5 % — в родовищах золота. Експлуатується одне власне срібне родовище Павловське, в рудах якого вміст срібла становить 700 г/т.
У Таджикистані основні запаси срібла зосереджені в родовищах Канімансур (руди срібла), Алтин-Топкан (срібно-мідно-свинцеві руди), Токузбулакське (срібно-свинцеві руди), Канімансурське (срібно-бісмут-свинцеві руди), Тулусай, Алмадон. Родовище Канімансур містить бл. 90 % розвіданих запасів срібла країни.
У Перу 39 % загальних запасів срібла знаходиться в колчеданно-поліметалічних родовищах Антаміну (підтверджені запаси срібла — 4810 т), Серро-де-Паско (3300 т), Мічікілай (2720 т), Колкіхірка (1670 т), Сан-Григоріо (1220 т), а 36 % — в родовищах срібних руд Пієріна (1740 т), Учакчакуа (990 т), Оркопампа (165 т) і ін. Поліметалічні родовища забезпечують до 61 %, а родовища срібних руд — до 29 % річного видобутку срібла в країні. Забезпеченість Перу загальними запасами металу становить 21 рік.
У Болівії до 92 % срібла добувається з руд свинцево-цинкових і олово-срібних родовищ, інше — з родовищ золота. Найбільше олово-срібне родовище в країні Серро-Рико-де-Потосі із загальними запасами срібла 24,7 тис.т, найбільші срібно-свинцево-цинкові родовища Сан-Кристобаль (загальні запаси срібла 16,1 тис.т) і Болівар (6,2 тис.т). При існуючому рівні видобутку країна забезпечена запасами на 125 років.
У Чилі до 99 % срібла добувається з родовищ золота і міді приблизно в рівних кількостях. До числа великих золото-срібних родовищ належать: Ла-Койпа з підтвердженими запасами срібла 4450 т, Паскуа (6600 т), Чимбейрос (1430 т). Забезпеченість країни загальними запасами срібла — 20 років.
У Росії основні запаси срібла (73 %) зосереджені в комплексних рудах родовищ кольорових металів і золота. Власне срібні родовища укладають 27 % запасів. Серед комплексних родовищ найбільшою кількістю срібла (23,2 % всіх його запасів) відрізняються мідноколчеданні (Гайське, Узельське, Подольське на Уралі), в рудах яких вміст срібла коливаються від 4–5 до 10–30 г/т. В свинцево-цинкових родовищах Горевське, Озерне, Холоднинське у Східно-Сибірському економічному районі, Миколаївське, Смирновське та ін., у Примор'ї укладено 15,8 % запасів срібла з середнім вмістом його в рудах 43 г/т. По 9,0-9,5 % запасів укладено в родовищах поліметалічних руд Новоширокинське, Покровське, Воздвиженське в Читинській області, Рубцовське, Корбаліхинське в Алтайському краї і ін., сульфідних мідно-нікелевих родовищах Октябрське, Талнахське і родовищах мідистих пісковиків Удоканське. Вміст срібла в цій групі родовищ коливається від 4,5 до 20 г/т. До власне срібних належать16 родовищ, в рудах яких середній вміст срібла перевищує 400 г/т. Основні запаси срібних руд (бл. 98 %) знаходяться в Охотсько-Чукотському і Східно-Сіхоте-Алінському вулканічних поясах.
В Україні виділяють три срібні провінції: Карпато-Добруджинсько-Кримську, Українського щита, Дніпровсько-Донецьку. Промислові концентрації срібла виявлені в Закарпатській западині (Мужіївське, Квасівське, Берегівське, Бийганське родовища) та Донецькій складчастій споруді (Бобриківське та Журавське родовища на Нагольному кряжі).